# II liga polska w hokeju na lodzie (1988/1989)
II liga polska w hokeju na lodzie 1988/1989 – 34. sezon drugiego poziomu ligowego hokeja na lodzie w Polsce. Został rozegrany na przełomie 1988 i 1989 roku.

## Formuła
Do ligi przystąpiło osiem drużyn. Sezon zaplanowano od 15 października 1988 do 18 marca 1989, a w formule rozgrywek ustalono trzy rundy spotkań, podczas każdej z nich rozgrywano siedem dwumeczów. Dwie pierwsze rundy przewidziano systemem „każdy z każdym”, a w trzeciej rundzie zaplanowano przyporządkowanie według miejsca zajętego w tabeli po dwóch rundach.
Mistrzostwo II ligi edycji 1988/1989 i jednocześnie awans do I ligi 1989/1990 uzyskał zespół Polonii Bydgoszcz.

## Sezon zasadniczy
| - I dwumecz – 15-16.X.1988: - Stal Sanok – OTH Opole 10:0 (3:0, 3:0, 4:0), 7:4 (2:1, 3:1, 2:2) - GKS Jastrzębie – Polonia Bydgoszcz 3:6, 5:3 - Boruta Zgierz – Legia KTH Krynica 9:3, 3:5: - Znicz Pruszków – ŁKS Łódź 2:8, 0:14 - II dwumecz – 22-23.X.1988: - Legia KTH Krynica – Stal Sanok 6:1, 4:3 - Polonia Bydgoszcz – Boruta Zgierz 18:3, 10:2 - ŁKS Łódź – GKS Jastrzębie 5:4 (1:3, 3:1, 1:0), 8:1 (2:0, 3:1, 3:0) - OTH Opole – Znicz Pruszków 5:4, 5:10 - III dwumecz – 29-30.X.1988: - Stal Sanok – Polonia Bydgoszcz 3:10 (2:3, 0:3, 1:4), 2:11 (1:6, 0:3, 1:2) - Boruta Zgierz – GKS Jastrzębie 3:8, 1:5 - ŁKS Łódź – OTH Opole 14:1, 7:3 - Znicz Pruszków – Legia KTH Krynica 5:11, 8:4 - IV dwumecz – 05-06.XI.1988: - Boruta Zgierz – Stal Sanok 8:4 (1:0, 5:1, 2:3), 4:1 (1:0, 1:1, 2:0) - Legia KTH Krynica – ŁKS Łódź 1:7, 4:9 - Polonia Bydgoszcz – Znicz Pruszków 16:3, 17:2 - GKS Jastrzębie – OTH Opole 11:3, 10:2 - V dwumecz – 12-13.XI.1988: - Stal Sanok – GKS Jastrzębie 4:9 (4:2, 0:4, 0:3), 2:3 (1:1, 0:1, 1:1) - Znicz Pruszków – Boruta Zgierz 5:4, 4:5 - OTH Opole – Legia KTH Krynica 4:4, 2:8 - ŁKS Łódź – Polonia Bydgoszcz 8:3, 3:1 - VI dwumecz – 19-20.XI.1988: - Stal Sanok – Znicz Pruszków 14:2 (3:1, 4:1, 7:0), 9:5 (0:0, 6:1, 2:4) - Polonia Bydgoszcz – OTH Opole 15:4, 12:4 - Boruta Zgierz – ŁKS Łódź 0:4, 3:8 - GKS Jastrzębie – Legia KTH Krynica 8:2, 8:3 - VII dwumecz – 26-27.XI.1988: - ŁKS Łódź – Stal Sanok 4:3 (3:1, 1:1, 0:1), 6:1 (2:1, 1:0, 3:0) - Legia KTH Krynica – Polonia Bydgoszcz 3:5, 1:9 - Znicz Pruszków – GKS Jastrzębie 1:9, 3:13 - OTH Opole – Boruta Zgierz 5:4, 7:5 |  | - I dwumecz – 03-04.XII.1988: - OTH Opole – Stal Sanok 3:8 (0:3, 1:1, 2:4), 2:9 (0:2, 1:3, 1:4) - Polonia Bydgoszcz – GKS Jastrzębie 4:6, 7:0 - Legia KTH Krynica – Boruta Zgierz, 16:2 - ŁKS Łódź – Znicz Pruszków 14:1 - II dwumecz – 10-11.XII.1988: - Stal Sanok – Legia KTH Krynica 12:4 (3:0, 4:3, 5:1), 3:5 (1:3, 2:1, 0:1) - Boruta Zgierz – Polonia Bydgoszcz 3:5, 3:6 - GKS Jastrzębie – ŁKS Łódź 3:3, 2:5 - Znicz Pruszków – OTH Opole 8:12, 6:12 - III dwumecz – 17-18.XII.1988: - Polonia Bydgoszcz – Stal Sanok 8:1 (3:0, 2:0, 3:1), 11:2 (4:0, 3:1, 4:1) - GKS Jastrzębie – Boruta Zgierz 6:3, 7:0 - OTH Opole – ŁKS Łódź 2:8, 2:14 - Legia KTH Krynica – Znicz Pruszków 12:4, 15:2 - IV dwumecz – 07-08.I.1989: - Stal Sanok – Boruta Zgierz 4:6 (0:2, 2:2, 2:2), 4:1 (0:1, 1:0, 3:0) - ŁKS Łódź – Legia KTH Krynica 11:3, 17:2 - Znicz Pruszków – Polonia Bydgoszcz 4:11, 6:9 - OTH Opole – GKS Jastrzębie 1:5, 5:11 - V dwumecz – 14-15.I.1989: - GKS Jastrzębie – Stal Sanok 8:6 (2:4, 3:1, 3:1), 9:2 (4:0, 3:2, 2:0) - Boruta Zgierz – Znicz Pruszków 13:3 (1:0, 2:2, 10:0), 16:5 (3:1, 8:2, 5:2) - Legia KTH Krynica – OTH Opole 14:2, 10:5 - Polonia Bydgoszcz – ŁKS Łódź 6:0, 3:1 - VI dwumecz – 21-22.I.1989: - Znicz Pruszków – Stal Sanok 5:9 (1:1, 2:3, 2:5), 6:11 (2:1, 1:5, 3:5) - OTH Opole – Polonia Bydgoszcz 2:11, 4:23 - ŁKS Łódź – Boruta Zgierz 9:2, 10:3 - Legia KTH Krynica – GKS Jastrzębie 2:5, 3:2 - VII dwumecz – 28-29.I.1989: - Stal Sanok – ŁKS Łódź 4:3 (1:0, 1:2, 2:1), 1:3 (1:0, 0:2, 0:1) - Polonia Bydgoszcz – Legia KTH Krynica 11:3; 12:3 - GKS Jastrzębie – Znicz Pruszków 11:3, 17:3 - Boruta Zgierz – OTH Opole 9:3, 9:2 |

### Tabela po II rundach
| Lp. | Zespół            | M  | Pkt | W  | R | P  | G + | G - | +/-  |
| --- | ----------------- | -- | --- | -- | - | -- | --- | --- | ---- |
| 1   | ŁKS Łódź          | 28 | 49  | 24 | 1 | 3  | 219 | 63  | +156 |
| 2   | Polonia Bydgoszcz | 28 | 48  | 24 | 0 | 4  | 263 | 84  | +179 |
| 3   | GKS Jastrzębie    | 28 | 43  | 21 | 1 | 6  | 192 | 91  | +101 |
| 4   | Legia KTH Krynica | 28 | 25  | 12 | 1 | 15 | 148 | 175 | -27  |
| 5   | Stal Sanok        | 28 | 22  | 11 | 0 | 17 | 140 | 150 | -10  |
| 6   | Boruta Zgierz     | 28 | 20  | 10 | 0 | 18 | 130 | 164 | -33  |
| 7   | OTH Opole         | 28 | 11  | 5  | 1 | 22 | 104 | 269 | -165 |
| 8   | Znicz Pruszków    | 28 | 6   | 3  | 0 | 25 | 113 | 312 | -199 |

### III runda
- I dwumecz – 04-05.II.1989[39][40]:
  - Stal Sanok – Boruta Zgierz 4:7 (1:2, 0:1, 3:4), 7:3 (1:0, 2:2, 4:1)
  - GKS Jastrzębie – ŁKS Łódź 5:2 (2:1, 2:0, 1:1), 2:5 (0:3, 2:1, 0:1)[41]
  - Polonia Bydgoszcz – Znicz Pruszków 14:4, 16:1
  - Legia KTH Krynica – OTH Opole[42]
- II dwumecz – 11-12.II.1989[43][44][45]:
  - OTH Opole – Stal Sanok 2:8 (1:3, 0:3, 1:2), 4:6 (2:3, 2:0, 0:3)
  - ŁKS Łódź – Legia KTH Krynica 9:1 (2:1, 3:0, 4:0), 19:1 (4:0, 5:1, 10:0)[46]
  - Polonia Bydgoszcz – GKS Jastrzębie 8:3, 6:2
  - Znicz Pruszków – Boruta Zgierz 5:9, 3:10
- III dwumecz – 18-19.II.1989[47]
  - Stal Sanok – ŁKS Łódź 1:5 (0:0, 0:3, 1:2), 5:5 (3:1, 2:2, 0:2)[48]
  - Legia KTH Krynica – Polonia Bydgoszcz 1:10, 1:8
  - GKS Jastrzębie – Znicz Pruszków 13:0, 11:6
  - Boruta Zgierz – OTH Opole 1:3, 6:2
- IV dwumecz – 25-26.II.1989[49][50]:
  - Polonia Bydgoszcz – Stal Sanok 6:1 (0:1, 5:0, 1:0), 6:2 (3:1, 2:1, 1:0)
  - ŁKS Łódź – Boruta Zgierz 6:1, 12:2
  - GKS Jastrzębie – Legia KTH Krynica 9:1, 14:3
  - Znicz Pruszków – OTH Opole 9:8, 3:10
- V dwumecz – 04-05.III.1989:
  - Stal Sanok – GKS Jastrzębie 3:7 (2:1, 0:3, 1:3), 5:5 (2:2, 1:1, 2:2)[51]
- VI dwumecz – 11-12.III.1989[52]:
  - Legia KTH Krynica – Stal Sanok 6:8 (0:2, 2:3, 4:3), 7:10 (4:4, 2:3, 1:3)
  - Polonia Bydgoszcz – OTH Opole 15:3, 15:3
  - Znicz Pruszków – ŁKS Łódź 2:9 (1:0, 1:3, 0:6), 3:11 (0:3, 2:1, 1:7)[potrzebny przypis]
  - GKS Jastrzębie – Boruta Zgierz 6:2, 9:1
- VII dwumecz – 18-19.III.1989[53][54]:
  - Stal Sanok – Znicz Pruszków 9:0 (1:0, 5:0, 3:0), 9:0 (5:0, 3:0, 1:0)
  - ŁKS Łódź – Polonia Bydgoszcz 0:3, 5:4[55]
  - Boruta Zgierz – Legia KTH Krynica 4:5, 9:5
  - OTH Opole – GKS Jastrzębie 2:15, 2:11

### Tabela po II rundzie
| Lp. | Zespół            | M  | Pkt | W  | R | P  | G + | G - | +/-  |
| --- | ----------------- | -- | --- | -- | - | -- | --- | --- | ---- |
| 1   | Polonia Bydgoszcz | 42 | 74  | 37 | 0 | 5  | 389 | 114 | +275 |
| 2   | ŁKS Łódź          | 42 | 72  | 35 | 2 | 5  | 329 | 101 | +228 |
| 3   | GKS Jastrzębie    | 42 | 64  | 31 | 2 | 9  | 304 | 137 | +161 |
| 4   | Stal Sanok        | 42 | 38  | 18 | 2 | 22 | 218 | 214 | +4   |
| 5   | Legia KTH Krynica | 40 | 31  | 15 | 1 | 24 | 212 | 284 | -79  |
| 6   | Boruta Zgierz     | 28 | 30  | 15 | 0 | 27 | 189 | 246 | -78  |
| 7   | OTH Opole         | 40 | 15  | 7  | 1 | 32 | 152 | 379 | -247 |
| 8   | Znicz Pruszków    | 42 | 8   | 4  | 0 | 38 | 158 | 474 | -316 |

- = formalny awans do I ligi 1989/1990. Mimo tego drużyna Polonii Bydgoszcz nie przystąpiła jednak do gry w I lidze z powodów finansowych[56][57]. PZHL podjął decyzję, że o zwolnione miejsce w I lidze zagrają spadkowicz formalnie zdegradowana z I ligi Unia Oświęcim z ŁKS Łódź, który zajął drugie miejsce w II lidze. Pierwszy mecz barażowy został rozegrany w sobotę 9 września 1989 roku w Łodzi i ŁKS przegrał w nim z Unią 3:9 (2:1, 0:3, 1:5)[58]. W meczu rewanżowym 11 września 1989 w Oświęcimiu Unia wygrała 13:0[59]. Dzięki tym zwycięstwom klub z Oświęcimia zachował miejsce w ekstralidze[60]
- = formalna degradacja. Do kolejnego sezonu II ligi 1989/1990 nie przystąpiła drużyna OTH Opole, wobec czego w jej miejsce zajął pierwotnie zdegradowany zespół Znicza Pruszków